# Sandøya (Tvedestrand)
 For alternative betydninger, se Sandøya. (Se også artikler, som begynder med Sandøya)
Sandøya er en skovklædt ø i Tvedestrand kommune, Aust-Agder fylke i Norge med et areal på 3,8 km². Sandøya har butik, børnehave, skole, gæstehus (i det gamle bedehus), bådbyggeri, keramikværksted og arkitektkontor. Den har færgeforbindelse fra Hagefjorden, til Sandøykilen, Haven og Hauketangen.
Komponisten Johan Halvorsen lejde et hus på Sandøya i sommerferierne 1926-29. Her komponerede han bl.a. sin Symfoni nr. 3 i C-dur.